# Blajenîk, Turiisk
Blajenîk (în ucraineană Блаженик) este un sat în comuna Mokreț din raionul Turiisk, regiunea Volînia, Ucraina.

## Demografie
Componența lingvistică a localității Blajenîk
     Ucraineană (99,32%)
     Alte limbi (0,68%)
Conform recensământului din 2001, majoritatea populației localității Blajenîk era vorbitoare de ucraineană (99,32%), existând în minoritate și vorbitori de alte limbi.